# Luka "Perkz" Perković
Luka Perković (Zagreb, 30. rujna 1998.) hrvatski je profesionalni League of Legends igrač. Profesionalni nadimak mu je Perkz (originalno pisano kao PerkZ, sada pisano kao PERKZ). Od 2015. do 2020. je igrao za tim G2 Esports, s kojim se natjecao na europskom prvenstvu League of Legends European Championship (LEC). Od proljetne sezone 2021. igra u timu Cloud9, u sjevernoameričkom League of Legends Championship Series (LCS) te je napravio ponovni prijelaz u Europu te danas Luka Perković igra za Vitality. Jedan je od najnagrađivanijih te najuspješnijih igrača zapadne Europe i svijeta.

## Karijera

### Sezona 2014.
Luka Perković započeo je karijeru pridruživši se timu GSI Gaming 3. lipnja, usred sezone, na poziciji Mid. Tim se te godine sastojao od:
| Nacionalnost | ID                    | Puno ime                       | Pozicija |
| ------------ | --------------------- | ------------------------------ | -------- |
| Češka        | Mozilla               | Pavel Klaban                   | Top      |
| Finska       | Taikki                | Arttu Sirkka                   | Jungle   |
| Hrvatska     | PerkZ                 | Luka Perković                  | Mid      |
| Danska       | Krislund (sada P1noy) | Kristoffer Albao Lund Pedersen | ADC      |
| Finska       | Hiiva (sada H1IVA)    | Aleksi Kaikkonen               | Support  |

Tim nije uspio proći grupnu fazu natjecanja DreamHack Summer 2014. u Jönköpingu u Švedskoj. Izgubili su od timova RoughNeX, SK Gaming Prime i ⁠n!faculty. Za sudjelovanje su osvojili nagradu od 1501 dolara.
Isti je tim 18. kolovoza 2014. godine sudjelovao na online natjecanju EpicGear Cup 16, na kojem su odnijeli pobjedu, i nagradu od 250 eura. Šest dana kasnije, tim je sudjelovao na natjecanju EpicGear Cup 17, no ovaj puta su završili na drugom mjestu, i bez novčane nagrade. Tim je krajem te godine raspušten. 

### Sezona 2015.
Luka se pridružuje timu Gamers2.
| Nacionalnost           | ID     | Puno ime               | Pozicija |
| ---------------------- | ------ | ---------------------- | -------- |
| Švedska                | Jwaow  | Jesper Strandgren      | Top      |
| Norveška               | K0u    | Lâm Tịnh Trì           | Jungle   |
| Hrvatska               | PerkZ  | Luka Perković          | Mid      |
| Danska                 | Kobbe  | Kasper Kobberup        | ADC      |
| Ujedinjeno Kraljevstvo | kaSing | Raymond Tsang (曾家誠) | Support  |

Gamers2 je sudjelovao na međunarodnom natjecanju International Invitational Tournament 4, no ispali su u četvrtfinalu, izgubivši protiv turskog tima HWA Gaming (rebrandiran u İstanbul Wildcats, sudionici TCL-a). Gamers2 žele se kvalificirati na europsko proljetno natjecanje Challenger Series (EUCS 2015 Spring Qualifier), te ulaze među timove zapadne Europe, no u finalu grupe D gube od tima Nevo.

U veljači Perkz odlazi iz Gamersa2, i pridružuje se francuskom timu Millenial.
| Nacionalnost | ID        | Puno ime            | Pozicija |
| ------------ | --------- | ------------------- | -------- |
| Francuska    | GoB       | Julian Tréguer      | Top      |
| Francuska    | Shaunz    | Kévin Ghanbarzadeh  | Jungle   |
| Hrvatska     | PerkZ     | Luka Perković       | Mid      |
| Nizozemska   | Crazycaps | Andy Walda          | ADC      |
| Švedska      | Jree      | Alexander Bergström | Support  |

Millenialsi se natječu na Gamers Assembly 2015 od 4. do 6. travnja, te završavaju na drugom mjestu, iza tima Origen, odnoseći 3000 eura nagrade. PerkZ nije bio u mogućnosti natjecati na DreamHack Tours 2015 zbog školskih obaveza. PerkZ i službeno napušta tim u svibnju 2015.
Početkom idućeg mjeseca, PerkZ se vraća u prijašnji tim, Gamers2.
| Nacionalnost | ID                    | Puno ime          | Pozicija |
| ------------ | --------------------- | ----------------- | -------- |
| Njemačka     | Smittyj (sada Jaeger) | Lennart Warkus    | Top      |
| Njemačka     | Gilius                | Erberk Demir      | Jungle   |
| Hrvatska     | PerkZ                 | Luka Perković     | Mid      |
| Danska       | Jesiz                 | Jesse Le          | ADC      |
| Belgija      | Moopz                 | Amaury Minguerche | Support  |

Ovaj roster u srpnju 2015. sudjeluje na LAN natjecanju eSports Festival 2015, no tim završava zadnji u grupi A, čime ispada iz daljnjeg natjecanja.
Tim se nadalje prijavljuje na EUCS 2015 Summer, na kojem dijele prvo mjesto s timom Dignitas EU (oba tima imaju rezultat 8-2 u petom tjednu natjecanja). Tim se sastoji od:
| Nacionalnost           | ID                    | Puno ime           | Pozicija | Napomena                                                    |
| ---------------------- | --------------------- | ------------------ | -------- | ----------------------------------------------------------- |
| Njemačka               | Smittyj (sada Jaeger) | Lennart Warkus     | Top      |                                                             |
| Njemačka               | Gilius                | Erberk Demir       | Jungle   | igra protiv Team Overclockers UK i mousesports              |
| Ujedinjeno Kraljevstvo | Maxlore               | Nubar Sarafian     | Jungle   | igra protiv Ex Nihilo i Denial eSports EU                   |
| Poljska                | Kikis                 | Mateusz Szkudlarek | Jungle   | igra protiv Team Dignitas EU                                |
| Hrvatska               | PerkZ                 | Luka Perković      | Mid      |                                                             |
| Danska                 | Jesiz                 | Jesse Le           | ADC      |                                                             |
| Finska                 | Hiiva (sada H1IVA)    | Aleksi Kaikkonen   | Support  | igra protiv Team Overclockers UK i mousesports              |
| Nizozemska             | Hybrid                | Glenn Doornenbal   | Support  | igra protiv Ex Nihilo, Denial eSports EU i Team Dignitas EU |

Gamers2 se u listopadu 2015. godine rebrandira u G2 Esports.

### Sezona 2016.
G2 Esports ponovno mijenja strukturu tima u predsezoni EU LCS-a.
| Nacionalnost | ID      | Puno ime              | Pozicija |
| ------------ | ------- | --------------------- | -------- |
| Poljska      | Kikis   | Mateusz Szkudlarek    | Top      |
| Južna Koreja | Trick   | Kim Gang-yun (김강윤) | Jungle   |
| Hrvatska     | PerkZ   | Luka Perković         | Mid      |
| Južna Koreja | Emperor | Kim Jin-hyun (김진현) | ADC      |
| Nizozemska   | Hybrid  | Glenn Doornenbal      | Support  |

Tim osvaja prvo mjesto na proljetnom izdanju EU LCS-a rezultatom 15-3 nakon 9 tjedana igranja. Također pobjeđuju na EU LCS Spring Playoffs te se kvalificiraju na MSI (Mid Season Invitational) 2016. na kojem na kraju grupne faze završavaju peti, čime ispadaju iz daljnjeg natjecanja. U finalu MSI 2016. južnokorejski SKT pobjeđuje sjevernoamerički CLG rezultatom 3-0.
Tim ponovno mijenja igrače pred ljetno izdanje EU LCS-a 2016:
| Nacionalnost | ID     | Puno ime                  | Pozicija | Napomene                                                                      |
| ------------ | ------ | ------------------------- | -------- | ----------------------------------------------------------------------------- |
| Poljska      | Kikis  | Mateusz Szkudlarek        | Top      | Igra na početku sezone protiv Origena x2, Giantsa x2, ROCCATa x1 i Splycea x2 |
| Južna Koreja | Expect | Ki Dae-han (기대한)       | Top      | Igra sve ostale mečeve                                                        |
| Južna Koreja | Trick  | Kim Gang-yun (김강윤)     | Jungle   |                                                                               |
| Hrvatska     | PerkZ  | Luka Perković             | Mid      |                                                                               |
| Danska       | Zven   | Jesper Svenningsen        | ADC      |                                                                               |
| Španjolska   | Mithy  | Alfonso Aguirre Rodríguez | Support  |                                                                               |

Na ljetnom EU LCS-u sudjeluje 10 timova. G2 grupnu fazu završava na prvom mjestu s rezultatom 28-8. Kikis odlazi iz G2 Esportsa. U eliminacijskoj fazi natjecanja protiv šest najboljih timova grupne faze, G2 završava prvi, pobijedivši Splyce 3-1, čime osvajaju 50 000 dolara i kvalificiraju se na Svjetsko prvenstvo 2016. (Worlds 2016.). Perkz u zadnjem meču protiv Splycea igra Vladimira, i dobiva prvi, iako neslužbeni, pentakill u karijeri (jedan igrač redom ubije svih pet protivnika u određenom vremenu).  Pobjednici svjetskog prvenstva su ponovno korejski SKT, čime odnose nagradu od 2 milijuna dolara. G2 završavaju trinaesti, iako je veći dio fanova očekivao da će završiti drugi, iza SKT-a.

### Sezona 2017.
| Nacionalnost | ID     | Puno ime                  | Pozicija |
| ------------ | ------ | ------------------------- | -------- |
| Južna Koreja | Expect | Ki Dae-han (기대한)       | Top      |
| Južna Koreja | Trick  | Kim Gang-yun (김강윤)     | Jungle   |
| Hrvatska     | PerkZ  | Luka Perković             | Mid      |
| Danska       | Zven   | Jesper Svenningsen        | ADC      |
| Španjolska   | Mithy  | Alfonso Aguirre Rodríguez | Support  |

Isti igrači (osim Kikisa) sudjeluju na EU LCS-u 2017., te u proljeće završavaju prvi. Završavaju drugi na MSI 2017., dok u ljetnom EU LCS-u završavaju drugi u grupama ali prvi u eliminacijama (pobjeđuju Misfits Gaming 3-0). Ponovno odlaze na Svjetsko prvenstvo koje se održava u Pekingu, gdje završavaju deseti.

### Sezona 2018.
| Nacionalnost | ID      | Puno ime              | Pozicija |
| ------------ | ------- | --------------------- | -------- |
| Danska       | Wunder  | Martin Nordahl Hansen | Top      |
| Poljska      | Jankos  | Marcin Jankowski      | Jungle   |
| Hrvatska     | PerkZ   | Luka Perković         | Mid      |
| Švedska      | Hjarnan | Petter Freyschuss     | ADC      |
| Južna Koreja | Wadid   | Kim Bae-in (김배인)   | Support  |

### Sezona 2019.
Rasmus "Caps" Winther, midlaner za europski tim Fnatic prelazi u G2 Esports na poziciju mid, dok PerkZ prelazi na botlane kao ADC, uz Supporta MikyX-a.
| Nacionalnost | ID     | Puno ime                  | Pozicija |
| ------------ | ------ | ------------------------- | -------- |
| Danska       | Wunder | Martin Nordahl Hansen     | Top      |
| Poljska      | Jankos | Marcin Jankowski          | Jungle   |
| Danska       | Caps   | Rasmus Borregaard Winther | Mid      |
| Hrvatska     | PerkZ  | Luka Perković             | ADC      |
| Slovenija    | MikyX  | Mihael Mehle              | Support  |

Na poziciji ADC-a u neslužbenim i vježbeničkim mečevima na korejskom serveru Luka koristi ID Uma Jan po kojem postaje poznat.
Tim završava prvi na LEC 2019. Spring (13:5), pobjeđuje Origen (3:0) u kvalifikacijama, završava prvi na Mid Season Invitationalu 2019. pobijedivši sjevernoamerički Team Liquid (3:0), te također osvajaju prvo mjesto na LEC 2019. Summer (15:3), kvalificiraju se za Svjetsko prvenstvo (Worlds 2019.), na kojem osvajaju drugo mjesto i nagradu od 300.000 USD, nakon poraza od strane kineskog FunPlus Phoenixa (FPX) (0:3).

### Sezona 2020.
| Nacionalnost | ID     | Puno ime                  | Pozicija |
| ------------ | ------ | ------------------------- | -------- |
| Danska       | Wunder | Martin Nordahl Hansen     | Top      |
| Poljska      | Jankos | Marcin Jankowski          | Jungle   |
| Danska       | Caps   | Rasmus Borregaard Winther | Mid      |
| Hrvatska     | PerkZ  | Luka Perković             | ADC      |
| Slovenija    | MikyX  | Mihael Mehle              | Support  |

U istom sastavu kao i 2019., G2 Esports pobjeđuje obje LEC sezone 2020., a na svjetskom prvenstvu (Worlds 2020.) dolaze do polufinala, gdje gube od konačnih pobjednika turnira, južnokorejskog tima »Damwon Gaming« (DWG). Kao trećeplasirani, G2 Esports osvajaju nagradu od 200.250 USD.

### Sezona 2021.
U studenome 2020. Luka Perković prelazi u sjevernoamerički tim Cloud9 (C9). Ugovor s C9 ističe mu 21. studenoga 2023.
| Nacionalnost | ID     | Puno ime                        | Pozicija |
| ------------ | ------ | ------------------------------- | -------- |
| Australija   | Fudge  | Ibrahim Allami (إبراهيم اللامي) | Top      |
| SAD          | Blaber | Robert Huang                    | Jungle   |
| Hrvatska     | PerkZ  | Luka Perković                   | Mid      |
| Danska       | Zven   | Jesper Svenningsen              | ADC      |
| Kanada       | Vulcan | Philippe Laflamme               | Support  |

## Statistike
- Prvi (neslužbeni) pentakill u karijeri, s Vladimirom, finale EU LCS Summer 2016. protiv Splycea.[15]
- Jedan pentakill u karijeri, s Kai'Saom, G2 Esports protiv Schalke 04, EU LCS 2018. Summer, drugi tjedan – prvi dan (W2D1).[16][17]
- Najbrži turnirski meč u karijeri traje 18:05, G2 Esports protiv Team Liquid, MSI 2019.[18]
- Najbrži službeni meč u karijeri traje 14:53, To Infinity and Beyond protiv G2 Esports, PGL Legends of the Rift Season 1.[18]
- Najduži meč u karijeri traje 67:59, G2 Esports protiv Origen, EU LCS 2016 Summer.[19]
- Treći igrač koji dostiže brojku od 1000 killova u LEC-u – kao Kai'S 8. rujna 2019. ubivši FNC Nemesisa u 23. minuti igre – Fnatic protiv G2, finale LEC Summer 2019., 2. meč.[20]